# Бад Швалбах
Бад Швалбах (њем. Bad Schwalbach) општина је у њемачкој савезној држави Хесен. Једно је од 17 општинских средишта округа Рајнгау-Таунус. Према процјени из 2010. у општини је живјело 10.854 становника. Посједује регионалну шифру (AGS) 6439002, NUTS (DE71D) и LOCODE (DE SHW) код.

## Географски и демографски подаци
Бад Швалбах се налази у савезној држави Хесен у округу Рајнгау-Таунус. Општина се налази на надморској висини од 361 метра. Површина општине износи 40,3 km². У самом мјесту је, према процјени из 2010. године, живјело 10.854 становника. Просјечна густина становништва износи 270 становника/km².

## Међународна сарадња
| Мјесто               | Држава    | Врста сарадње | Од    |
| -------------------- | --------- | ------------- | ----- |
| Бик                  | Француска | пријатељство  | 1993. |
| Ниборг               | Данска    | пријатељство  | 2000. |
| Бад Леонфелден       | Аустрија  | пријатељство  | 2000. |
| Боршод-Абауј-Земплен | Мађарска  | партнерство   | 1991. |
| Извор                |           |               |       |